# The PTA Disbands
«The PTA Disbands» (с англ. — «Родительский комитет распускается») — двадцать первый эпизод шестого сезона мультсериала «Симпсоны».

## Сюжет
После неудачной попытки школы поехать на экскурсию, которая заканчивается нехваткой денег и жестоким избиением студента Утера, Эдна Крабаппл устраивает забастовку, собирая группу учителей «Союз из Спрингфилда», в знак протеста против скупых расходов на школьные принадлежности и виды деятельности Директора Скиннера.
Забастовка учителей приводит к закрытию школ, и школьники реагируют на внезапный поворот событий по-своему: Лиза становится всё более навязчивой в своём желании узнать больше информации, Милхаус вынужден брать частные уроки из-за своих родителей, Джимбо Джонс обнаруживает себя погруженным в тонкости дневных мыльных опер со своей матерью, Дольф и Керни играют в видеоигры без остановки, а Барт пользуется своей вновь обретённой свободой и раздражает многих жителей Спрингфилда, подражая им, чтобы разозлить их или заставить их подраться друг с другом. В частности, Барт делает всё, что может, чтобы сохранить союз против Директора Скиннера. Обе стороны зашли в тупик; союз желает восстановления финансирования, а Скиннер утверждает, что даже при сокращении расходов, которые он сделал, налоги в государственный бюджет урежут бюджет школы.
Родители Спрингфилда решают взять дело в свои руки и попробовать себя в качестве временных преподавателей. Оказывается, что это еще хуже для учеников, чем до забастовки, тем более что Мардж после свергнутых Бартом шефа Виггама, Лайнела Хатца, Барни, Мо Сизлака становится новым учителем Барта, а Джаспер Бердли становится новым учителем Лизы. Из-за чрезмерной материнской заботы Барт неохотно решает организовать переговоры между Эдной и директором Скиннером. Вместе с Милхаусом они сводят Крабаппл и Директора Скиннера в кабинете Скиннера, который затем закрывают на замок. Проведя несколько часов в ловушке вместе, как заключенные в их собственной школе, они взаимно вдохновлены идеей создать дополнительный доход для школы. Всё возвращается как раньше, но школу совмещают с тюрьмой. Каждый класс в настоящее время включает в себя несколько полных тюремных камер сзади.

## Культурные отсылки
- Сцена, в которой Утер не успевает за автобусом и его избивают, основана на сцене из фильма 1965 года «Поезд фон Райена».
- В школьной столовой дают вместо молока «Малако», на упаковке которого упоминается наличие в нём «витамина R».
- Когда Эдна смотрит на некоторые школьные учебники и говорит: «Наши книги — это то, что запретили в других школах», на что Скиннер отвечает: «Дети рано или поздно должны узнать о „Войне тек“», говоря про серию романов Уильяма Шетнера. Другие книги на книжной полке включают «Сексус» по Генри Миллеру, «Прыгай на папе» доктора Сьюза, «Сатанинские стихи» Салмана Рушди, «40 лет Playboy» от Хью Хефнера, «Укради эту книгу» Эбби Хоффман и «Теория эволюции» Джона Мейнарда Смита.
- Барт говорит Скиннеру в кабинете директора, что Эдна сказала — Скиннер сдастся быстрее, чем Супермен в прачечный день.
- Актёр и профессиональный игрок в покер Гэйб Каплан является одной из жертв Барта в его списке, ссылки на персонажа Каплана взяты из сериала «Добро пожаловать назад, Коттер».
- Персонаж в банке, который говорит разъяренной толпе, что их деньги в доме Билла и дома Фреда, основан на персонаже Джеймса Стюарта Джордже Бейли из фильма «Эта прекрасная жизнь».

## Восприятие
Авторы книги «I Can’t Believe It’s a Bigger and Better Updated Unofficial Simpsons Guide» Уоррен Мартин и Адриан Вуд расценили «The PTA Disbands» как, «возможно, лучший из эпизодов, связанных со школой».
Movie Колин Якобсон в обзоре шестого сезона, опубликованном на сайте DVD Movie Guide, писал: «Мне особенно нравится разница между тем, как Барт и Лиза принимают забастовку, сериалу не всегда удается профессионально расти, но в этой серии здесь более чем предостаточно всяких мелочей, чтобы увидеть его рост».
Адам Финли из «TV Squad» написал: «Я люблю, когда Барт и Лиза принимают новости по-разному, Барт взволнован… а Лиза не может справиться без уроков, поэтому ежедневно оценивается Мардж, и медленно начинает терять самомнение».
В 2004 году, когда актёры, озвучивавшие Симпсонов, объявили забастовку, запрашивая дополнительные доходы, «The Scotsman» привел цитату Гомера из эпизода: «Лиза, если людям не нравится работа, они не бастуют, они ходят туда каждый день и работают в полсилы. Это по-американски!» «The Scotsman» утверждает, что Гомер не одобрил бы забастовку актёров. Актёры просили вместо 125 тысяч, как раньше, 360 тысяч за эпизод. Эта же цитата Гомера, сказанная Лизе, была упомянута Майклом Шнайдером из «Variety», который писал: «Люди отмечают, что актеры работают всего шесть-семь часов, чтобы озвучить эпизод — а это означает, 360 000 долларов за день работы не соответствует даже звезде шоу „Все любят Рэймонда“ Рэя Романо».
Профессор физики и математики в Университете наук в Филадельфии Пол Хэлперн обсуждает эпизод в своей книге «Что наука когда-нибудь сделала для нас: чему Симпсоны могут научить нас о физике, роботах, жизни и Вселенной». В начале раздела книги Гальперна «Механический участок» он цитирует фразу Гомера, сказанную Лизе: «Лиза, в этом доме мы подчиняемся законам термодинамики!». Также Халперн описывает усилия Лизы по созданию вечного двигателя во время забастовки учителей, и отмечает, что хотя это и абсурдно в действительности сказать кому-то подчиниться законам термодинамики, он признает, что физики иногда сами не знают, правильное ли место применяется определенными законами.
Эпизод цитируется Робертом М. Аркином и Филиппом Дж. Маццокко в своей книге «Самооценка в городе Спрингфилде», в цикле книг «Психология Симпсонов». Аркин и Маццокко отметили диалог между Эдной Крабаппл и Сеймуром Скиннером, в котором Скиннер восклицает Крабаппл: «Хватит, Эдна, мы-то знаем, что у этих детей нет будущего! (Все дети останавливаются и смотрят на него, он нервно хихикает). Докажите, что я не прав, детки, докажите.» Аркин и Маццокко отметили, что этот пример рассматривается в качестве исключений, написав: «В целом, Симпсоны правильно целятся в их понимании важности самооценки и динамично участвуют во взаимодействии между социальным миром и положительному самомнению».